# Incident de Wanhsien
L'incident de Wanhsien est une action qui intervint en Chine le 5 septembre 1926 opposant les troupes chinoises et les forces armées britanniques de la patrouille du Yang-Tsé.

## Historique
Le pays est en proie surtout depuis 1924 à des troubles révolutionnaires, prémices de la guerre civile de Chine. Les seigneurs de la guerre tiennent une grande partie du pays et s'opposent au pouvoir des étrangers dans leurs concessions et ailleurs. Le général Tchang Kaï-chek décide en juillet 1926 de reconquérir le pays en remontant vers le nord. Cette « Expédition du Nord » a pour but la réunification de la Chine et de vaincre les seigneurs de la guerre. La guerre civile commence donc dans la région du fleuve Yang-Tsé. Cependant les troupes chinoises ont de faibles moyens de navigation fluviale, contrairement aux puissances étrangères. Ainsi, le 14 juin 1926, à Wanhsien, un vapeur chinois, le Yung Fong est saisi, sous prétexte qu'il n'a pas payé le pot-de-vin requis pour le transport officiellement illégal de l'opium. La canonnière Doudart de Lagrée qui appartient à la flottille française du Yang-Tsé n'intervient pas, de même que les autres navires étrangers, mais les rackets et opérations de piraterie se multiplient pendant l'été. Les autorités consulaires permettent parfois le transport des troupes chinoises, soucieuses de ne pas compromettre les populations dont elles ont la garde,  malgré l'interdiction du ministère de la Marine française, puis se rétractent. Les Anglais, quant à eux, se refusent à toute compromission.

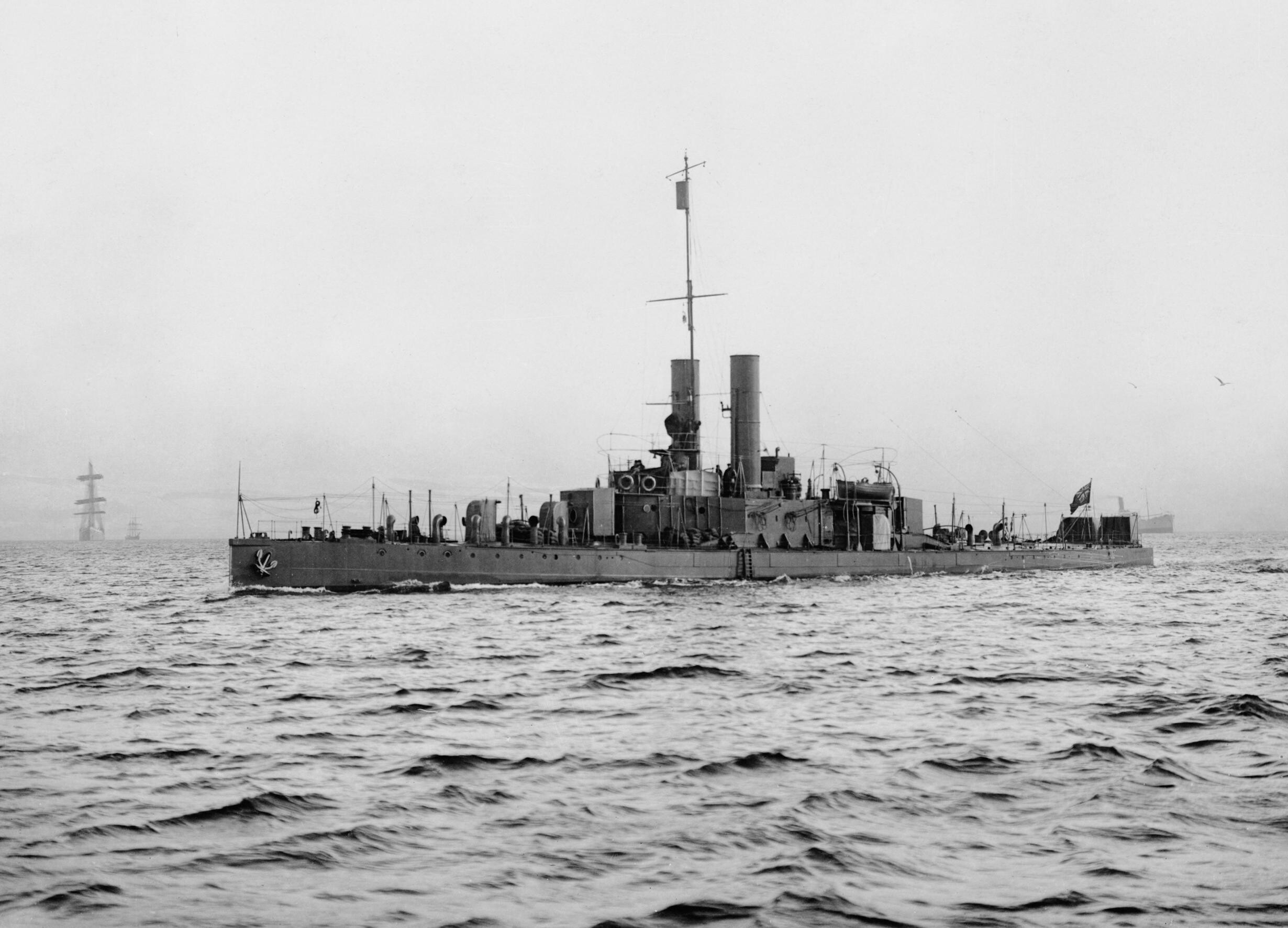
Photographie de la HMS Cockchafer de la classe Insect.

Wanxian, ou Wanhsien selon la graphie de l'époque, est un port sur le Yang-Tsé, à 228 km en aval de Tchongking dans une région qui est sous le pouvoir du seigneur de la guerre, le « maréchal de Jade », Wu-Peï-Fou. Le 27 août, le SS Wanhsien, vapeur naviguant sous pavillon britannique, est saisi par les troupes du général Kow-Ju-Ten, pour en faire un transporteur de troupes vers le nord. Les Chinois refusent de quitter le navire. L'équipage de la canonnière anglaise HMS Cockchafer est appelé à la rescousse par le commandant de bord anglais du SS Wanhsien, et son commandant, Leon Acheson, négocie âprement avec la centaine de soldats chinois occupant le navire et un commandant de division chinoise; finalement les Chinois quittent le bateau. Deux jours plus tard, à 35 km en aval, un autre bateau commercial britannique, le SS Wanliu, commandé par le capitaine Lalor, est saisi par des troupes chinoises armées abordant le vapeur avec une flottille de sampans. Le capitaine fait aussitôt manœuvrer le vapeur pour se dégager de la flottille et dans la panique coule un sampan, provoquant des noyades de Chinois. Il parvient à regagner le port et une fois encore la Cockchafer envoie un détachement pour chasser les Chinois.

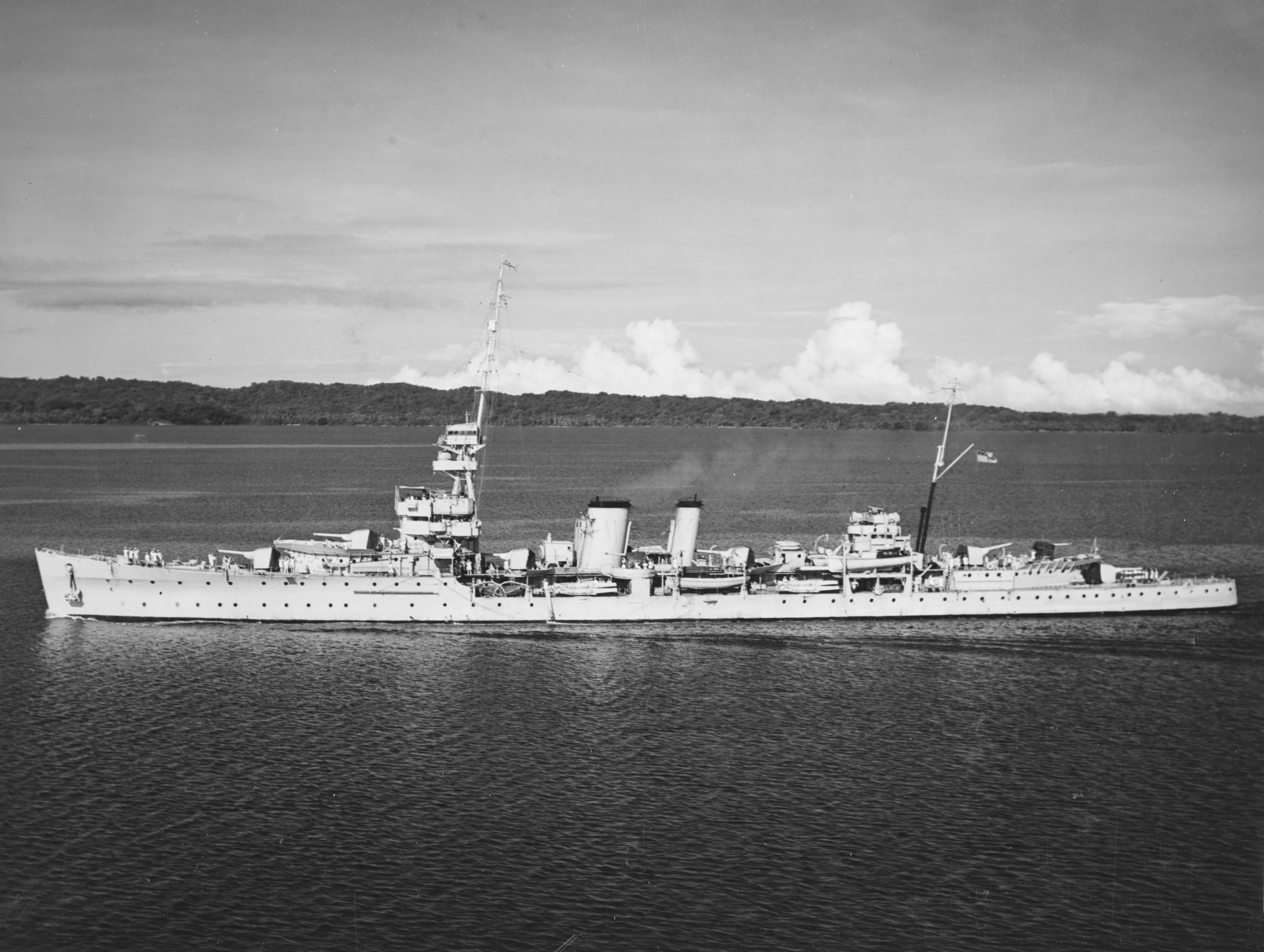
Le croiseur en 1939.

La nouvelle atteint le général Yang Sen (1884-1977), rallié au Kuomintang, qui prend le prétexte de cette tragédie pour saisir les vapeurs britanniques, les SS Wanhsien et SS Wantung, tandis que des troupes chinoises (400 hommes) se massent sur le rivage. Un membre chinois de l'équipage du SS Cockchafer venu à la rescousse, qui se trouvait sur la rive, est abattu par des soldats de Yang Sen. La canonnière HMS Widgeon, à bord de laquelle se trouve le commandant britannique du Haut-Yang-Tsé, P.F.P. Berryman, arrive le 1er septembre, car les Chinois de Yang Sen refusent toujours de négocier. Le contre-amiral de la Royal Navy de la région décide d'employer la force: il envoie d'Itchang un navire marchand, le SS Kiawo camouflé et armé avec une partie du détachement du Cockchafer à bord, tandis qu'un croiseur léger, le HMS Despatch de la classe Danae, suit accompagné de deux canonnières de la classe Insect, la HMS Scarab et la HMS Mantis
Le Kiawo arrive le soir du 5 septembre, le but étant de prendre les vapeurs prisonniers, tandis que les canonnières Cockchafer et Widgeon le couvriraient en tirant. Cependant le Kiawo est aussitôt pris sous les feux chinois, mais parvient à libérer le commandant britannique du Wanhsien. Au même moment, les troupes chinoises massés sur la rive tirent sur les canonnières britanniques qui répondent. Le premier officier anglais du HMS Despatch, Frederick Darley, est tué, ainsi que deux de ses hommes et le sous-lieutenant du Cockchafer, Christopher Ridge, ainsi que trois hommes de la HMS Scarab. Lorsque tout l'équipage du Wanhsien est délivré à bord du Kiawo, la flottille se retire en aval. Les deux navires marchands sont finalement abandonnés après une heure de combat. Le quartier commerçant de la ville, sur lequel les canonnières britanniques ont tiré, est ravagé par le feu. La Doudart de Lagrée qui se trouvait à un kilomètre prend à son bord un des officiers anglais échappé à la nage. 
Le résultat est entre sept et neuf tués et plus d'une quinzaine de blessés du côté britannique, et près de deux cents morts du côté chinois. Le Morning Post évoque même exagérément cinq mille victimes.
Les deux navires marchands sont rendus par Yang Sen, le 22 septembre 1926.